# Luisen-Gymnasium Düsseldorf
Das Gebäude des Luisen-Gymnasiums Düsseldorf (früher Luisenschule) an der Bastionstraße 24 in Düsseldorf-Stadtmitte wurde von 1905 bis 1907 nach Plänen des Architekten Johannes Radke im Material- und Monumentalstil der Reformarchitektur mit sparsamen Jugendstilornamenten erbaut. Es zeigt stilistische Verwandtschaft zum benachbarten Stahlhof, ebenfalls von Radke erstellt. Die Bauplastik erschuf der Bildhauer Adolf Simatschek. Das Gebäude ist ein viergeschossiger Werksteinbau. Die Fassaden werden durch verschieden breite Seiten- und Mittelrisalite gegliedert. Die Risalite haben als oberen Abschluss geschweifte Giebel. Das Erdgeschoss weicht in seiner formalen Gestaltung von der der Obergeschosse ab. Die Fassade besteht aus Bossenquadern, wodurch die Materialwirkung des Baus betont wird. Die Fenster zeigen eine Rundbogenform. Die Risalite führen nicht bis auf das Bodenniveau der Erdgeschosszone, sondern beginnen erst in Höhe der Bogenanfänger und treten nach vorne. Dadurch wird die Monumentalität gesteigert. Das Gebäude ist denkmalgeschützt.

## Geschichte
Da 1837 nur das katholische St.-Ursula-Gymnasium für die Ausbildung „höherer Töchter“ in Düsseldorf vorhanden war, bestand bei evangelischen Familien der Wunsch auch eine derartige höhere Schule zu gründen. Dort sollten den Mädchen über den Elementarunterricht hinaus eine intellektuelle und moralische Ausbildung ermöglicht werden. Auf der Ratinger Straße 9 unterhielt seit 1833 „Fräulein Wilhelmine von Erkelenz“ eine private Schule für evangelische Töchter. Für eine neue Privatschule wurde die Konzession eine „höhere Mädchenschule“ erteilt, deren Verwaltung von einem „Scholarchat“ unter der Aufsicht der evangelischen Gemeinde der Stadt übernommen werden sollte.

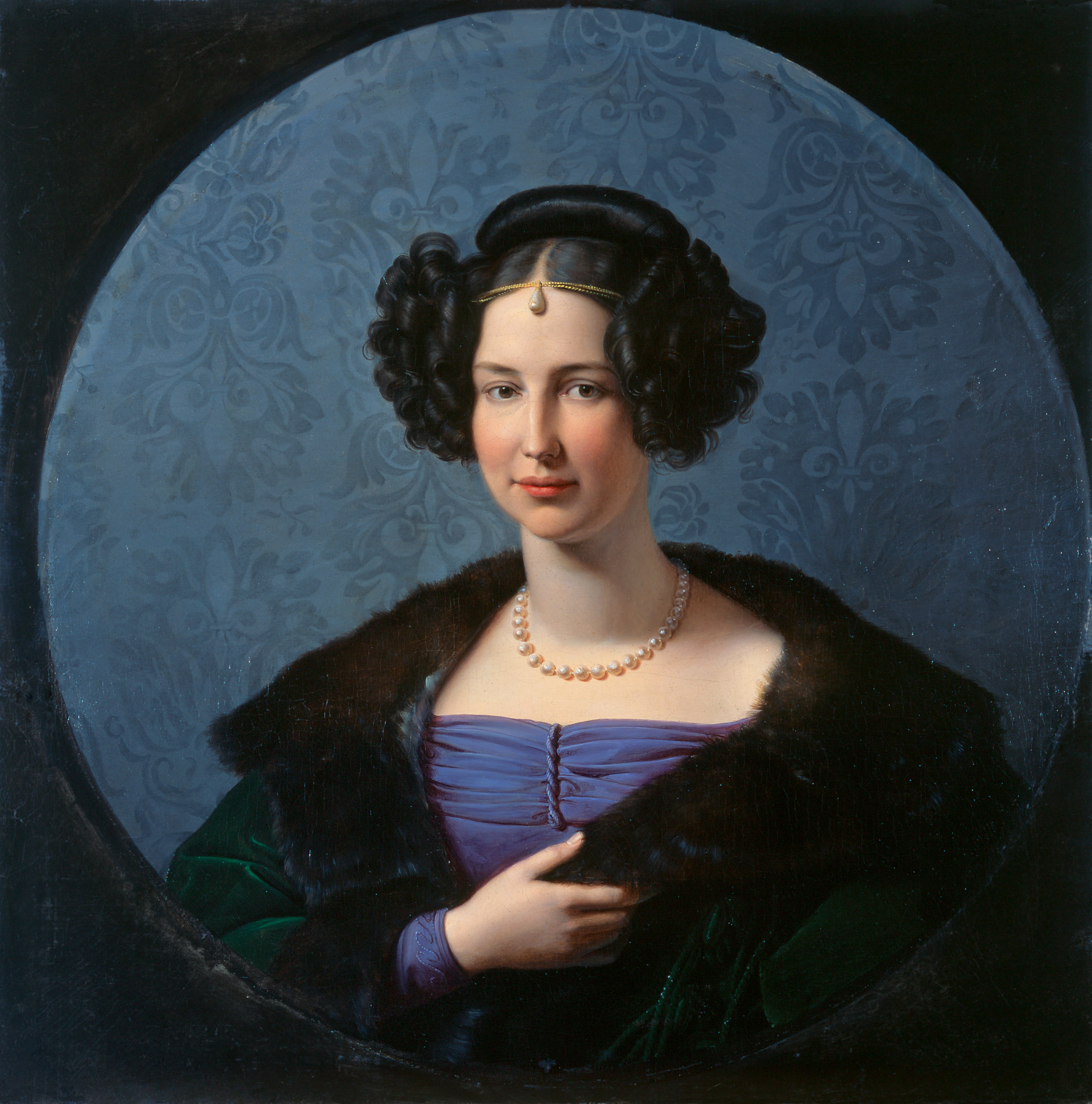
Luise Prinzessin von Anhalt-Bernburg und von Preußen, Gemälde von Wilhelm Schadow, 1843

Diese neue private protestantische Mädchenschule wurde am 30. Oktober 1837 unter Zusammenschluss mit der Schule von Fräulein von Erkelenz eröffnet. Die neue Schule, bei deren Gründung der Düsseldorfer Regierungs- und Schulrat Hermann Altgelt eine führende Rolle einnahm, stand unter dem Protektorat der Prinzessin Luise von Anhalt-Bernburg und Preußen, nach der die Schule Luisenschule benannt wurde. Der Schulbetrieb begann mit vier Lehrern und Lehrerinnen sowie 49 Schülerinnen, Fräulein von Erkelenz war eine der Lehrerinnen. Der Unterricht fand in den bisherigen Räumen auf der Ratinger Straße statt. Leiter des Scholachats der Schule war von 1838 bis 1854 der Vorsitzende des Presbyteriums der evangelischen Gemeinde von Düsseldorf, Divisionspfarrer Peter Thielen. 1839 wurde der Unterricht in das Gebäude Kanalstraße 1 verlegt. 1840 verließ Fräulein Wilhelmine von Erkelenz die Schule und eröffnete wieder eine eigene private Schule für evangelische Mädchen, die „Unterrichts-Anstalt für Töchter höheren Standes“, auf der Neustraße 26. Diese bestand bis 1854 und befand sich zuletzt auf der Kanalstraße/Ecke Grabenstraße 788. Es folgte 1849 die Verlegung des Unterrichts der Luisenschule in Räume auf der Königsallee 10. Von 1846 bis 1854 war Pastor Karl Krafft als Präses Leiter der Verwaltung der Luisenschule.
Von 1854 bis 1863 war der jeweilige Präses der evangelischen Gemeinde Leiter des Scholarchats. 1854 wurde die Schule als „Kirchliches Gemeinde-Institut“ von der evangelischen Gemeinde übernommen. Es folgte gegen Ende der 1850er Jahre eine erneute Verlegung des Unterrichts, diesmal in Räume auf der Breite Straße 4, wo die Schule seit 1859 nachweisbar ist und wo ab 1863 die „Konditorei Bierhoff“ ihr Geschäft betrieb.
Die evangelische Gemeinde erwarb Anfang der 1860er Jahre ein Grundstück auf der Steinstraße 25. Am 30. Mai 1862 wurde auf diesem Grundstück der Grundstein für die Errichtung eines eigenen Schulgebäudes für die Luisenschule gelegt. Einzug in dieses neue Haus erfolgte am 30. Juni des folgenden Jahres. Der Betrieb der Schule in einem eigenen Gebäude führte zu einer Aufwertung der Schule und einer Zunahme an Schülerinnen. Waren im Schuljahr 1862/3 noch 134 Schülerinnen angemeldet, so stieg diese Zahl 1863/4 auf 212. Zum ersten Direktor der Gemeindeschule wurde am 23. Februar 1863 der Oberlehrer Victor Uellner berufen. Dieser löste die Lehrerin Fräulein Julie Quincke ab, die bisherige Vorsteherin, die die Schule verließ.
Am 1. Mai 1864 wurde neben dem normalen Schulunterricht zusätzlich eine Seminarklasse für die Ausbildung von Lehrerinnen gegründet. Mit zunächst sechs Schülerinnen wurde der Betrieb einer Lehrerinnen-Bildungsanstalt auf der Steinstraße aufgenommen. Für die nächsten Jahrzehnte blieb die Schule auf der Steinstraße. Zur Anpassung an die stetig ansteigende Zahl an Schülerinnen wurde das Schulgebäude um einen Anbau auf dem Grundstück Steinstraße 23 erweitert. Drei neue zusätzliche Schulzimmer standen in diesem Anbau ab 1873 für den Unterricht zur Verfügung.
Ab 1875 verhandelte die evangelische Gemeinde mit der Stadt Düsseldorf über eine Übernahme der Luisenschule zusammen mit dem Lehrerinnen-Seminar. Die Übernahme wurde zum 1. Mai 1876 vereinbart und erfolgte am 20. Mai im Rahmen einer Feier. Zu diesem Zeitpunkt bestand das Lehrerkollegium unter der Führung des Direktors Victor Uellner aus 13 Lehrern und Lehrerinnen sowie 525 Schülerinnen. Unter Direktor Georg Howe (1859–1934), dem Nachfolger Uellners, errang die Schule für große Verdienste im deutschen höheren Mädchenschulwesen im Jahr 1893 die Bronzemedaille der „Schulabteilung“ der World’s Columbian Exposition in Chicago. Die Schule blieb bis Anfang des 20. Jahrhunderts auf der Steinstraße. Ab 1905 wurde auf der Kasernenstraße/Ecke Bastionstraße ein neues Gebäude errichtet, in dem seit 1907 der Unterricht der Luisenschule erfolgt. Das Städtische Lehrerinnen Seminar zog nicht mit um, sondern blieb auf der Steinstraße. Aktuell benutzt das Luisen-Gymnasium weiterhin das historische Gebäude auf der Kasernenstraße. Das Luisen-Gymnasium soll voraussichtlich im Sommer 2026 in einen Neubau an der Völklinger Straße umziehen.

## Bekannte Lehrer und Schüler

### Lehrer
- Wilhelm Hollenberg, in den 1840er Jahren
- Friedrich Wilhelm Forberg (1816–1883), Vater des Kupferstechers Carl Ernst Forberg, Musiklehrer 1862 bis 1882
- Tamme Weyert Theodor Janssen, Zeichenlehrer ab 1868
- Leo Baeck, um 1910[16]
- Anna Siemsen, 1915 bis 1920[17]
- Anne Franken, 1930 bis 1956
- Bernhard Fluck, 1974 bis 1999, Schulleiter
- Till Lieber, Volleyballspieler, um 2015 bis heute

### Schüler
- Frances Ridley Havergal, Gastschülerin von 1852 bis 1853
- Hedda Eulenberg, Abitur 1893
- Margarete Lenz, Abitur 1919
- Ruth Niehaus, bürgerl. Ruth Lissner
- Christa Ritter
- Silvia von Schweden, Abitur 1963
- Isabel Varell, bürgerl. Isabel Wehrmann; Schulverweis Ende der 1970er Jahre[18]
- Elisa Klapheck
- Susanne Lüdemann, Abitur 1979
- Gisela Piltz, Abitur 1983
- Stefan Schmidt